# Пљачка банке Бангладеш
Пљачка банке Бангладеш, такође колоквијално позната као сајбер пљачка банке Бангладеш, је била крађа која се догодила у фебруару 2016. Безбедносни хакери су преко СВИФТ мреже издали 35 лажних инструкција за илегални трансфер близу милијарду америчких долара са рачуна Федералне резервне банке Њујорка који припада бангладешкој банци, централној банци Бангладеша. Пет од тридесет пет лажних инструкција било је успешно у трансферу 101 милион америчких долара, при чему се ушло у траг 20 милиона долара на Шри Ланци и 81 милиону на Филипинима. Банка федералних резерви Њујорка блокирала је преосталих тридесет трансакција, у вредности од 850 милиона америчких долара, због сумњи изазваних погрешно написаним упутством. Сав новац пребачен у Шри Ланку је од тада враћен. Међутим, од 2018. године враћено је само око 18 милиона америчких долара од 81 милиона долара пребачених на Филипине. Већина новца пребаченог на Филипине отишла је на четири лична рачуна које држе појединци, а не на компаније или корпорације.

## Претходни покушаји плачкања банке
Као и многе друге националне банке, Бангладешка банка, централна банка Бангладеша, има рачун код Банке федералних резерви Њујорка (енг. the Federal Reserve Bank of New York) за депоновање, одржавање и трансфер девизних резерви Бангладеша. Девизне резерве Бангладеша, растуће економије, често достижу више милијарди америчких долара. Од септембра 2020. Бангладеш има девизну резерву од 39 милијарди долара. Мрежа Друштва за светску међубанкарску финансијску телекомуникацију (енг. Society for Worldwide Interbank Financial Telecommunication, скраћено SWIFT) се користи за комуникацију са банком која има девизни рачун у циљу подизања, преноса или депоновања валуте.
Сајбер-напад на бангладешку банку 2016. није био први напад те врсте. 2013. године, банка Сонали из Бангладеша такође је била успешно на мети хакера који су успели да уклоне 250.000 америчких долара.
У оба случаја, сумњало се да су починиоцима помогли инсајдери унутар циљаних банака, који су помогли у искоришћавању слабости банака приступом SWIFT глобалној платној мрежи.

## Догађаји
Користећи слабости у безбедности централне банке Бангладеша, укључујући могућу умешаност неких њених запослених, починиоци су покушали да украду 951 милион долара са рачуна банке Бангладеша код Банке федералних резерви Њујорка (енг.  Federal Reserve Bank of New York). Крађа се догодила негде између 4. и 5. фебруара 2016. године, када су канцеларије Бангладешке банке биле затворене за викенд. Починиоци су успели да компромитују компјутерску мрежу Бангладешке банке, посматрају како се врше трансфери и добију приступ акредитивима банке за трансфере плаћања. Искористили су ове акредитиве да овласте око три десетине захтева Банци федералних резерви Њујорка. Ови захтеви су упућени за трансфер средстава на рачуне у Шри Ланки и на Филипинима.
Банкарски систем је означио 30 трансакција у вредности од 851 милион долара за преглед особља, али је пет захтева одобрено; 20 милиона америчких долара у Шри Ланку (касније враћено), и 81 милион долара изгубљено на Филипинима, који су ушли у банкарски систем те земље југоисточне Азије 5. фебруара 2016. Овај новац је опран преко казина, а неки су касније пребачени у Хонг Конг.
Према извештају објављеном у Страитс Тајмсу (енг. The Straits Times), истражитељи сумњају да су криминалци користили Дридекс вирус(енг. Dridex malware) за напад.

### Покушаји преусмеравања средстава на Шри Ланку
Хакери су намеравали да трансфер од 20 милиона долара у Шри Ланку пошаљу Фондацији Шалика (енг. Shalika Foundation), приватној компанији са седиштем у Шри Ланки. Хакери су погрешно написали „Фондација“ у свом захтеву за трансфер средстава, написавши реч као „Фундација“. Ова правописна грешка изазвала је сумњу код Дојче банке (нем. Deutche bank), банке која је усмеравала трансакције и која је зауставила спорну трансакцију након што је затражила појашњење од Бангладеш банке.
Пан Азија банка (енг. Pan Asia Bank) са седиштем у Шри Ланки првобитно је приметила трансакцију, а један званичник је приметио да је трансакција превелика за земљу попут Шри Ланке. Пан Азија банка је била та која је аномалну трансакцију упутила на Деутсч банку. Бангладешка банка је повратила средства Шри Ланке.

### Средства преусмерена на Филипине
Новац пребачен на Филипине депонован је на пет одвојених рачуна помоћу Ризал комерцијалне корпорацијске банке (енг. Rizal Commercial Banking Corporation, скраћено RCBC); a касније је утврђено да су рачуни били под фиктивним идентитетима. Средства су затим пребачена девизном брокеру да би била конвертована у филипински пезос, враћена у РЦБЦ и консолидована на рачуну кинеско-филипинског бизнисмена; конверзија је извршена од 5. до 13. фебруара 2016. године. Такође је утврђено да су четири рачуна у америчким доларима отворена у РЦБЦ-у већ 15. маја 2015. године, и да су остали нетакнути до 4. фебруара 2016. године, датума када је извршен трансфер из Банке федералних резерви Њујорка.
Дана 8. фебруара 2016, током Кинеске Нове године, Бангладешка банка је обавестила РЦБЦ преко СВИФТ-а да заустави плаћање, рефундира средства и да „замрзне и стави средства на чекање“ ако су средства већ пребачена. Кинеска Нова година је нерадни празник на Филипинима, а РЦБЦ је само дан касније примио СВИФТ поруку Бангладешке банке која садржи сличне информације. До тог времена, повлачење у износу од око 58,15 милиона долара је већ обрађено у огранку РЦБЦ-ове у Јупитервој улици (у Макатију).
Гувернер банке Бангладеша је 16. фебруара затражио помоћ од Централне банке Филипина (фил. Bangko Sentral ng Pilipinas) у поврату својих средстава од 81 милиона америчких долара, рекавши да су СВИФТ инструкције за плаћање издате у корист РЦБЦ-а 4. фебруара 2016. биле лажне.

## Истрага

### Бангладеш
На самом почетку Бангладешка банка није била сигурна да ли је њен систем био компромитован. Гувернер централне банке ангажовао је Светску информатичку сајбер заштиту (енг. World Informatix Cyber Security), компанију са седиштем у Америци, да изврши истрагу у вези сигурносног инцидента, процени рањивост и санацију. Америчка компанија је за истрагу довела компанију Мандиант (енг. Mandiant) која је била ангажована за форензичку истрагу. Истрага која је била спроведена довела је до нежљених открића. Пронађени су ''отисци'' и вирус уграђен од стране хакера, што је сугерисало да је систем био пробијен. Истражитељи су такође открили да су хакери били ван Бангладеша.
Бангладешка банка је након ових открића моментално покренула детаљну и интензивну истрагу. Даља форензична истага открила је да је вирус инсталиран у систем банке негде око јануара 2016. године и прикупила је информације о оперативним процедурама банке за међународна плаћања и трансфере средстава.
Истрага је такође истражила и нерешен хакерски инцидент из 2013. године у Сонали банци, у којем су још увек неидентификовани хакери украли 250 000 долара. Према извештајима, баш као и код хака централне банке 2016. године, пљачка је такође користила лажне трансфере средстава користећи СВИФТ глобалну платну мрежу. Полицијска власт Бангладеша је обуставила истрагу инцидента у Сонали банци у немогућности да случај реше. То се променило након пљачке централне банке 2016. године која је са Сонали банком имала доста сличности.

### Филипини
Филипински национални истражни биро (енг. National Bureau of Investigation, скраћеница НБИ), покренуо је истрагу и дошао је до једног мушкарца кинеско-филипинског порекла који је наводно играо кључну улогу у прању новца од незаконитих средстава. НБИ координира са релевантним владиним агенцијама, укључујући Савет за борбу против прања новца (енг. Anti-Money Laundering Council, скраћено АМЛЦ). АМЛЦ је 19. фебруара 2016. године започео истрагу о банковним рачунима повезаним са kockarnicama. АМЛЦ је поднео пријаву за прање новца Министарству правде против директора експозитуре РЦБЦ и пет непознатих особа са измишљеним именима у вези са случајем.
Саслушање у Сенату Филипина одржано је 15. марта 2016. године, које је водио сенатор Теофисто Гуингона трећи, шеф kомитета Плаве врпце( енг. Blue Ribbon Committee) и одбора за надзор Конгреса о Закону о спречавању прања новца. Касније је 17. марта одржано рочиште иза затворених врата. Филипинска компанија за забаву и гејминг (енг. Philippine Amusement and Gaming Corporation, скраћено ПАГЦОР) је такође покренула сопствену истрагу. 12. августа 2016. је пријављено да је РЦБЦ платио половину казне од 1 милијарде фунти коју је наметнула Централна банка Филипина. Пре тога, банка је реорганизовала свој управни одбор повећањем броја независних директора са 4 на 7.
10. јануара 2019. године, Маиа Сантос Дегуито, бивша менаџерка РЦБЦ-а, осуђена је на филипинском суду на 4 до 7 година затвора због прања новца. РЦБЦ је 12. марта 2019. године тужио банку Бангладеша због упуштања у масовни трик и шему да изнуди новац од тужиоца РЦБЦ-а прибегавајући јавној клевети, узнемиравању и претњама усмереним на уништавање доброг имена, угледа и имиџа РЦБЦ-а

### Америка
Одељење за форензику Мандиант компаније Ватрено око (енгл. FireEye) и светска информатичка сајбер заштита (енг. World Informatix Cyber Security), са седиштем у САД, истражиле су случај хаковања. Према истражитељима, починиоци су упознати са интерним процедурама Бангладешке банке вероватно шпијунирајући њихове радника. Амерички Федерални истражни биро (енг. Federal Bureau of Investigation, скраћено ФБИ) саопштио је да су агенти пронашли доказе који указују на то да је најмање један банкарски службеник деловао као саучесник. ФБИ је такође навео да постоје докази који упућују на још неколико људи који су можда помагали хакерима у навигацији компјутерским системом банке Бангладеш. Влада Бангладеша разматра тужбу против Банке федералних резерви Њујорка како би повратила украдена средства.

#### ФБИ-јева сумња на северну кореју
Федерални тужиоци у Сједињеним Државама открили су могуће везе између владе Северне Кореје и крађе. Према овом извештају, амерички тужиоци сумњају да су крађу починили криминалци које подржава влада Северне Кореје. У извештају се такође наводи да ће бити укључени у оптужбе „наводни кинески посредници“, који су омогућили трансфер средстава након што су она преусмерена на Филипине.
Неке безбедносне компаније, укључујући Симентик корп (енг. Symantec Corp) и BAE системи(енг. BAE Systems), тврдиле су да иза напада вероватно стоји Лазарус група (енг. Lazarus Group) са седиштем у Северној Кореји, један од најактивнијих хакерских колектива које спонзорише држава. Они наводе сличности између метода коришћених у пљачки у Бангладешу и оних у другим случајевима, попут хаковања компаније сони пикчрс ентертеинмент (енг. Sony Pictures Entertainment) 2014. године, коју су амерички званичници такође приписали Северној Кореји. Стручњаци за сајбер безбедност кажу да је Лазарус група такође стајала иза напада на ВанаКрај (енг. WannaCry) у мају 2017. који је заразио стотине хиљада рачунара широм света.
Агенција за сајбер и инфраструктурну безбедност (енг. Cybersecurity and Infrastructure Security Agency) објавила је упозорење „ФАСТЦасх 2.0: Севернокорејски БиглеБоиз пљачка банке“, у којем је хаковање Банке Бангладеша 2016. године приписано БиглеБоизу. Агенција је тврдила да је БиглеБоиз група актера претњи под генералним бироом за извиђање владе Северне Кореје и да је активан од 2014. године.
Заменик директора америчке Агенције за националну безбедност Ричард Леџет је такође цитиран да је рекао да „ако је та веза између актера компаније Сони и актера бангладешких банака тачна—то значи да национална држава пљачка банке“.
САД су оптужиле севернокорејског програмера за хаковање бангладешке банке, наводећи да је то извршено у име режима у Пјонгјангу. Исти програмер је такође оптужен у вези са вирусом ВаннаЦри 2.0 и нападом на сони пикчрс из 2014. године.
Истраживачи компјутерске безбедности повезују крађу са чак једанаест других напада и наводе да је Северна Кореја имала улогу у нападима, што би, ако је тачно, био први познати инцидент да државни актер користи сајбер нападе за крађу средстава.

## Одговор повезаних организација
Корпорација за комерцијално банкарство Ризал (енг. The Rizal Commercial Banking Corporation, скраћено RCBC) саопштила је да не толерише незаконите активности у филијали RCBC која је укључена у случај. Лоренцо В. Тан (енг. Lorenzo Villanueva Tan) председник RCBC-а, рекао је да је банка по том питању сарађивала са Саветом за борбу против прања новца и Централном банком Филипина (фил. Bangko Sentral ng Pilipinas, скраћено BSP). Танов правни саветник је затражио од менаџера филијале RCBC  да објасни наводни лажни банковни рачун који је коришћен у превари везаној за прање новца.
Одбор RCBC-a је такође покренуо посебну истрагу о умешаности банке у превари о прању новца. Председник RCBC-а Лоренцо В. Тан поднео је неограничено одсуство како би уступио место истрази власти о овом случају. Дана 6. маја 2016. године, упркос томе што је интерном истрагом банке очишћен од било каквог прекршаја, Тан је поднео оставку на место председника RCBC-а да би „преузео пуну моралну одговорност“ за инцидент. Хелен Иуцхенгцо-Де (фил. Helen Yuchengco-Dee), ћерка оснивача RCBC-а, је преузела пословање банке. Банка се такође извинила јавности због умешаности у пљачку.
Шеф бангладешке банке, гувернер Атиур Рахман (фил. Atiur Rahman), поднео је оставку на своју функцију усред истраге о пљачки централне банке и прању новца након тога, од стране особља RCBC-а на Филипинима. Писмо о оставци поднео је премијеру Шеику Хасини (фил. Sheikh Hasina Wazed) 15. марта 2016. Пре него што је оставка објављена у јавности, Рахман је изјавио да ће поднети оставку за добробит своје земље. Након оставке, Рахман се бранио тврдњом да је пре годину дана предвидео пропусте у сајбер безбедности и да је ангажовао америчку фирму за сајбер безбедност да ојача заштитни зид, мрежу и целокупну сајбер безбедност банке. Међутим, он је окривио бирократске препреке које спречавају фирму за обезбеђење да почне са радом у Бангладешу све до сајбер пљачке.
Дана 5. августа 2016. Централна банка Филипина (фил. Bangko Sentral ng Pilipinas ) одобрила је казну од 1 милијарде £ (52,92 милиона УСД) против RCBC-а због непоштовања банкарских закона и прописа у вези са пљачком банке. Ово је највећа новчана казна коју је BSP икада одобрио било којој институцији. RCBC је навео да ће банка испоштовати одлуку BSP-а и платити изречену казну.
Банка Бангладеша наставила је са својим напорима да поврати украдени новац и повратила је само око 15 милиона америчких долара, углавном од оператера за игре на срећу са седиштем у Метро Манили. У фебруару 2019. године, Федералне резерве су обећале да ће помоћи бангладешкој банци да поврати новац, а СВИФТ је такође одлучио да помогне централној банци да обнови своју инфраструктуру. Централна банка Бангладеша је такође веровала да је RCBC био саучесник у пљачки и покренуо правни случај у америчком Окружном суду за јужни округ Њујорка у вези са случајем почетком 2019. оптужујући филипинску банку за "масовну заверу". Као одговор, RCBC је поднео тужбу оптужујући Бангладешку банку за клевету, сматрајући да су тврдње Бангладешке банке неосноване.

## Последице
Случај је претио да се Филипини поново поставе на црну листу, Групе за финансијску акцију за борбу против прања новца, земаља које нису уложиле довољне напоре у борби против прања новца. Пажња је посвећена потенцијалној слабости напора филипинских власти у борби против прања новца након што су законодавци 2012. успели да искључе казина са списка организација које су обавезне да пријаве Савету за борбу против прања новца у вези са сумњивим трансакцијама.
Случај је такође указао на претњу сајбер напада на државне и приватне институције од стране сајбер криминалаца који користе праве шифре за ауторизацију банака како би налози изгледали истинито. СВИФТ је саветовао банке које користе њихов систем да ојачају свој положај сајбер безбедности и осигурају да поштују СВИФТ безбедносне смернице. Бангладеш је наводно 20. земља са сајбер нападима, према мапи сајбер претњи коју је развио Касперски Лаб (енг. Kaspersky Lab), а која ради у реалном времену.